# Samsung Galaxy Note 4
Samsung Galaxy Note 4 — смартфон компании Samsung Electronics, анонсированный 3 сентября 2014 года на выставке IFA 2014. Является четвёртым по счёту премиальным смартфоном линейки Samsung Galaxy Note. Ввиду размера экрана (5,7 дюйма или 140 мм) является промежуточным между коммуникатором и планшетным компьютером («фаблет»).
Помимо основного устройства, также была анонсирована версия смартфона Samsung Galaxy Edge, с дополнительным экраном на боковой части устройства, расширяющим возможности использования устройства.
Устройство сделано в металлической оправе, задняя крышка устройства сделана из пластика, текстурированного под кожу.

### Аппаратное обеспечение
Внутри Galaxy Note 4 установлен SoC Qualcomm Snapdragon 805 или Exynos 7 Octa 5433.
Galaxy Note 4 поставляется с 32 ГБ встроенной флеш-памяти, которую можно расширить ещё на 128 ГБ с помощью карты microSD.
Экран Super AMOLED размером 5,7 дюймов и разрешением QuadHD (1440p). Основная камера (16 Мп) может снимать видео не только в формате 1080p (до 60 кадров/с), но и разрешением 4K (до 30 кадров/с).
Стекло Gorilla Glass 4.
В модель встроен ряд новых для серии датчиков: дактилоскопический сенсор, и датчик частоты сердечных биений, аналогичные тем, что установлены в Samsung Galaxy S5.

### Программное обеспечение
Galaxy Note 4 поставляется с Android версии 4.4.4«KitKat», а в качестве интерфейса использует фирменную оболочку Samsung TouchWiz. Также, по желанию можно обновиться до Android 6.0 «Marshmallow » по OTA или через программу Samsung Kies. Ещё присутствует дополнительно обновлённое программное обеспечение для поддержки стилуса S-Pen нового поколения.
Обновлённая функция «Multi Window» позволяет открыть одновременно два или более приложений в виде перетаскиваемых окон и обмениваться информацией между окнами.
Телефон оснащён дактилоскопическим сенсором, который можно использовать для блокировки телефона, или защиты транзакций PayPal.
Телефон поставляется с новой версией программы S Health, что позволяет воспользоваться датчиком частоты сердечного ритма.

### Связь с Samsung Gear VR
Устройство способно работать в связке с новым устройством Gear VR, что позволяет получить эффект виртуальной реальности.